# Mobile ID
Mobile ID — технологія дистанційної ідентифікації, автентифікації та електронного підпису фізичних осіб у інформаційно-телекомунікаційних системах. Технологія передбачає зберігання особистих ключів електронного підпису на SIM-карті та передачу даних через SMS. Зазначена технологія дозволяє використовувати технологію на старих мобільних телефонах, які не є смартфонами.

## Оператори надання послуги в Україні
Впровадження Mobile ID почалось у грудні 2017 року майже одночасно операторами.
Станом на грудень 2019 в Україні послуги Mobile ID надають Київстар, Водафон, Лайфсел.

Станом на 01 березня 2021 Vodafone припинив видачу Mobile ID. Видані раніше ключі діють до 31 травня 2021 року

## ІТС, у яких підтримується Mobile ID
Послуги Mobile ID усіх трьох операторів доступні через інтерфейс Інтегрованої системи електронної ідентифікації.
Серед приватних установ відомо про використання Mobile ID від Киїстар у системі електронного документообігу Nemiroff для цілей кваліфікованого електронного підпису.

## Специфікація взаємодії
Специфікація взаємодії з Інтегрованою системою електронної ідентифікації опублікована на сайті Інтегрованої системи електронної ідентифікації.